# فريد جونز
فريد جونز (بالإنجليزية: Fred Jones)‏ هو شخصية خيالية وأحدى الشخصيات الرئيسية في المسلسل الشهير سكوبي دو، وهو قائد فريقه وأصدقائه وسائق سيارتهم والذي يقوم دائما بالتخطيط لخطة معينة لحل اللغز بعد إستنتاج فيلما وتصرفات شاجي وسكوبي، كان شعره بنيًا في بداية العرض لكن المنتجين غيروه للأشقر مع تطور المسلسل.